# Оносато Дайки
Оносато Дайки (яп. 大の里 泰輝, настоящее имя — Дайки Накамура; род. 7 июня 2000, Цубата, Япония) — японский профессиональный сумоист, 75-й ёкодзуна в истории. Выступает за хэя Нисёносэки. Обладатель четырёх Кубков императора (май 2024, сентябрь 2024, март и май 2025).
Обладатель ряда рекордных (или близких к рекордным) показателей в сумо: первый сумоист, которому удалось выиграть Кубок императора всего за 7 турниров, первый сумоист, награжденный специальными призами (сан-сё) на пяти турнирах подряд, второй со времен эры Сёва по скорости достижения санъяку (высших рангов в сумо; 6 турниров), третий в истории по скорости достижения высшего дивизиона макуути (за 4 турнира), первый по скорости достижения ранга ёкодзуна (13 турниров). Первый сумоист, сумевший выиграть два турнира в течение одного года, не будучи одзэки или ёкодзуной. До профессиональной карьеры вступал как любитель, выиграл 13 титулов, что сделало его самым успешным сумоистом-любителем в Японии, дважды удостаивался неофициального титула ёкодзуна среди любителей.

## Биография до профессионального сумо
Родился в Цубате (префектура Исикава). Дайки был большим фанатом сумо с детства. Одним из любимых его детских журналов был журнал о сумо издательства Baseball Magazine.Начал заниматься сумо в первом классе школы. Впоследствии учился в старшей школе в Итоигаве (префектура Ниигата) и Морском лицее префектуры Ниигата.
В августе 2014 года был участником Чемпионата мира по сумо, проходившего в Гаосюне (Тайвань). Выступал в открытом (абсолютном) весе и получил бронзовую медаль, уступив лишь украинцу Александру Вересюку и монголу Баасансурэну Турболду (будущему Миторю).
В 2016 году выиграл кубок Хакухо (соревнование по сумо, проводимом среди школьников по инициативе ёкодзуны Хакухо). Во время обучения в лицее в Ниигате некоторое время тренировался в хэя Арасио, его партнером был будущий сэкивакэ Вакамотохару.
В 2019 году Дайки Накамура поступил в Японский университет спортивной науки, известный своим сильным клубом сумо. В первый же год выиграл соревнования по сумо среди взрослых в рамках национального атлетического съезда. Это сразу же позволило ему начать выступать в профессиональном сумо с третьего дивизиона макусита, минуя три нижних: дзёнокути, дзёнидан и сандаммэ (в статусе, называемом макусита-цукэдаси). Также на первом курсе Дайки выиграл Национальный студенческий турнир в Сакаи, став первым за 29 лет первокурсником, которому такое удалось.
В 2021 году Дайки принял участие в 70-м Всеяпонском чемпионате по сумо во дворце Рёгоку Кокугикан и выиграл турнир, заслужив неофициальный статус «ёкодзуны среди любителей». В рамках этого турнира он победил, в том числе, Тэцуи Отиая (будущего Хакуохо, ученика Хакухо). В годы учёбы неоднократно сходился на разных турнирах с Микия Исиокой (будущим Такэруфудзи), что заложило основы соперничества двух молодых рекордсменов сумо.
Выиграл турнир по сумо в открытом (абсолютном) весе, проходивший в рамках Всемирных игр 2022 в Бирмингеме, штат Алабама, США. В октябре того же года во второй раз выиграл турнир по сумо в рамках национального атлетического съезда и снова был назван ёкодзуной среди любителей.
Всего за годы учёбы Дайки Накамура выиграл 13 турниров, что сделало его самым успешным сумоистом-любителем. Спортивные журналисты сравнивали Дайки с молодым Хакухо.

## Профессиональная карьера
В марте 2023 года Дайки принял решение стать профессиональным сумотори и присоединился к хэя Нисёносэки, возглавляемой бывшим ёкодзуной Кисэносато. На выбор хэя повлияло желание Дайки тренироваться у бывшего ёкодзуны и предложенные условия, позволявшие полностью сосредоточиться на сумо. Дайки стал последним борцом, попавшим в спорт в статусе макусита-цукэдаси, в сентябре 2023 года эта система продвижения была отменена.
В апреле 2023 года было объявлено, что Дайки Накамура будет выступать под сиконой Оносато (大の里). Кандзи «大» означает «великий». Также сикона ставит Оносато в один ряд с его учителем Кисэносато и ёкодзуной Таканосато. Такую же Сикону имел одзэки 1920-х годов Оносато Мансукэ. При этом Кисэносато через своего товарища, бывшего сэкивакэ Ваканосато, попросил разрешения у семьи покойного Оносато Мансукэ на право использования его сиконы для своего ученика. После того, как было объявлено о дебюте Оносато, его тренер по сумо в лицее Ниигата Тэцуя Томи назвал своего бывшего ученика «Шотаймом мира сумо». После сдачи «ученического экзамена» Оносато получил пояс аби своего наставника.
Впервые выступил на майском турнире Нацу басё 2023 года, в первом поединке в профессиональной карьере был сведен с Исидзаки (впоследствии сменившем сикону на Асакорю). Проиграл этот поединок, но он стал единственным, проигранным Оносато на турнире — он завершил выступление в лиге макусита со статистикой 6-1 и заслужил продвижение на позицию макусита #3, однако упустил возможность сразу продвинуться в дивизион дзюрё. Следующий турнир вышел для Оносато сложным, из семи схваток он проиграл три, в том числе, своему давнему сопернику Кихо, которому ранее не удавалось победить Оносато. Однако Дайки смог оформить катикоси (преобладание побед над поражениями), добившись 4 побед, и был переведен в дзюрё.

### Дзюрё
В дзюрё Оносато был переведен вместе с Такахаси, впоследствии сменившим сикону на Сирокума. Этот перевод стал первым с 2012 года, когда элитный статус сэкитори (борцов двух высших дивизионов сумо) получили два борца из одной хэя (кроме того, Оносато и Такахаси (Сирокума) были ещё и однокурсниками в университете). После повышения Оносато отправился в родной город Цубата, где состоялась его пресс-конференция, на которой присутствовали 600 поклонников, подарившие сумоисту 600 кг риса.
Оносато стал седьмым борцом в истории дивизиона дзюрё, кому удалось одержать восемь побед в восьми первых поединках (последним, кто смог такого добиться, был Такакэйсё в 2016 году). На следующий день он одержал девятую победу подряд, разделив рекорд по этому показателю с Наруямой, установившим его в 1953 году. Однако затем Оносато все же потерпел первое поражение, проиграв Итиямамото. Затем Оносато проиграл ещё раз, сравнявшись с Итиямамото в турнирной таблице. В последний день Оносато уступил Роге, и уступил Итиямамото, закончив свой первый турнир в дзюрё на втором месте.
В ноябре 2024 года Оносато вновь имел возможность выиграть турнир во втором дивизионе. К последнему турнирному дню Оносато имел одинаковую статистику с Котосёхо, и для выявления победителя между ними был назначен дополнительный финальный поединок кэттэй-сэн, который Оносато проиграл, второй раз подряд завершив турнир на втором месте. Тем не менее, было объявлено, что двенадцати побед и второго места хватит занимавшему пятую строчку в дивизионе дзюрё Оносато, чтобы заслужить продвижение в высшую лигу профессионального сумо.

### Макуути
В опубликованном в декабре 2023 года бандзукэ (рейтинге сумоистов) Оносато был назначен на позицию пятнадцатого борца дивизиона макуути, таким образом, ему потребовалось всего 4 турнира, чтобы достичь этого дивизиона. По этому показателю Оносато стал третьим в истории сумо, уступив лишь Эндо и Хакуохо, которые достигли макуути за 3 турнира. Несмотря на то, что он был новичком высшей лиги, Кисэносато поставил своему ученику задачу одержать не менее 10 побед и выиграть один специальный приз (сэн-сё).
За первые 9 дней на своем первом турнире в высшем дивизионе Оносато потерпел лишь одно поражение и в 9-й день зафиксировал катикоси (статистику с преобладанием побед). Но Оносато не выдержал соперничества с борцами рангов санъяку — он проиграл три поединка подряд, уступив, соответственно, сэкивакэ Котоноваке (будущему одзэки Котодзакуре), одзэки Хосёрю и ёкодзуне Тэрунофудзи. В итоге Оносато закончил турнир со статистикой 11-4 и, как и просил тренер, выиграл специальный приз канто-сё за боевой дух. Оносато стал первым с 2014 года новичком макуути, которому его успешное выступление позволило в первом же турнире сойтись в поединке с ёкодзуной.
Мартовский турнир 2024 года стал, во многом, личным противостоянием Оносато и его давнего соперника Такэруфудзи за Кубок императора. До последних дней турнира они оба претендовали на победу, в 10-й день Оносато уступил в схватке с Такэруфудзи. К последнему дню Оносато подошел с 11 победами, а Такэруфудзи — с 12-ю. Однако Оносато вновь, как и на прошлом турнире, уступил Хосёрю, в то время, как Такэруфудзи одержал тринадцатую победу и завоевал Кубок, установив несколько рекордов (для Такэруфудзи первый же турнир в макуути стал победным). Тем не менее, Оносато вновь одержал 11 побед и был премировал сразу двумя специальными призами — снова получил канто-сё, а также был отмечен гино-сё за техническое совершенство. Перед этим турниром он был повышен на позицию пятого борца макуути, а после был назван претендентом на повышение в санъяку (категорию четырёх высших рангов в сумо).
22 апреля 2024 года произошел неприятный инцидент в хэя Нисёносэки. Японская ассоциация сумо вынесла строгое предупреждение Нисёносэки-оякате (Кисэносато) и Оносато, после того, как стало известно, что в сентябре 2023 года Оносато употреблял алкоголь с младшим товарищем по хэя, не достигшим совершеннолетия (по некоторым данным — насильно заставлял молодого рикиси употреблять сакэ). После случившегося Оносато был вынужден принести извинения
. Более серьёзных санкций не последовало, и в бандзукэ к майскому турниру Оносато был поставлен на позицию комусуби.
Оносато, достигший позиции комусуби за шесть турниров, стал вторым со времен эры Сёва сумоистом по скорости достижения одного из рангов санъяку (уступил лишь Итинодзё, который достиг санъяку после всего пяти турниров, причем, сразу ранга сэкивакэ). Что примечательно, до повышения в комусуби Оносато даже не носил тёнмагэ — традиционный пучок, заплетаемый на голове каждого опытного сумоиста. Даже его тренер Кисэносато признал, что не ожидал такого стремительного карьерного роста своего подопечного.
В первый же день майского турнира 2024 года Оносато сразил в поединке ёкодзуну Тэрунофудзи. Вообще, в этот день сложилась очень редкая ситуация — все бойцы санъяку, кроме одного, потерпели поражения. Единственным, кто вышел победителем, был Оносато. Впоследствии он также смог победить сэкивакэ Вакамотохару, одзэки Кирисиму и Котодзакуру. К последнему турнирному дню Оносато с 11 победами был единоличным лидером турнирной таблицы. Победив Аби, Оносато завоевал свой первый Кубок императора и установил рекорд — ему понадобилось всего 7 турниров, чтобы выиграть высшую лигу сумо. При этом, по этому показателю Оносато опередил Такэруфудзи, победителя предыдущего турнира, которому потребовалось 9 турниров. Также он был награждён специальными призами за технику (гино-сё) и за выдающееся выступление (сюкун-сё), став первым борцом за 25 лет, который выигрывал специальные призы на трех турнирах подряд. При этом, как признался Оносато, после его третьего поражения на турнире его наставник сказал, что «победа для него потеряна», что, по словам самого борца, позволило ему расслабиться и бороться спокойно.
После победы Оносато Масаюки Ямаути, глава Ёкосина (совета при Японской ассоциации сумо по делам ёкодзун), заявил, что «мир сумо вот-вот претерпит серьёзные изменения» и выразил уверенность, что Оносато сможет достичь ранга одзэки.
К июльскому турниру достиг третьего иерархического ранга в сумо — сэкивакэ.
Турнир в июле 2024 года стал первым со времен попадания в статус сэкитори, на котором Оносато не смог одержать 10 побед. Он завершил турнир со статистикой 9-6, однако все равно был отмечен специальным призом — сюкун-сё за выдающееся выступление, что сделало его первым сумоистом в истории, получавшим хотя бы один специальный приз на четырёх турнирах подряд. Кроме того, на этом турнире он смог вновь победить Тэрунофудзи. И, несмотря на то, что этот результат не был двузначным, после турнира было объявлено, что в случае достижения 12 и более побед (в таком случае количество побед Оносато за последние три турнира достигнет 33), он будет повышен в ранг одзэки.
Сентябрьский турнир 2024 года начался для Оносато с рекордной для него серии побед — он шёл непобеждённым на протяжении 11 дней, и лишь в 12-й день турнира был побежден бывшим сэкивакэ Вакатакакагэ. Во второй раз Оносато уступил Аби в заключительный день турнира. Однако это не помешало ему добиться уверенной победы — второй Кубок императора Оносато гарантировал уже в предпоследний день сентябрьского басё. Турнир он завершил со статистикой 13-2, после чего была начата формальная процедура продвижения Оносато до ранга одзэки.
На сентябрьском турнире 2024 года он продлил свою рекордную серию, получив специальные призы на пятом подряд турнире.

### Одзэки
25 сентября 2024 года Совет директоров Японской ассоциации сумо присвоил Оносато второе иерархическое звание в профессиональном сумо — ранг одзэки. Оносато смог продвинуться до этого ранга всего за 9 турниров, побив 12-турнирный рекорд, ранее принадлежавший Хагурояме (1940), Ютакаяме (1963) и Миябияме (2000). Ранее Масаюки Ямаути, глава Комитета по делам, имеющим отношения к ёкодзунам (Ёкосина), похвалил Оносато, заявив, что «ожидания, связанные с ним, возрастают».
На первом турнире в статусе одзэки не смог продолжить свою победоносную серию и даже не выполнил неофициальную «норму» для своего ранга (считается, что одзэки необходимо заканчивать турнир минимум с 10 победами). Тем не менее, зафиксировал катикоси со статистикой 9-6.
23 марта 2025 года выиграл третий в своей карьере Кубок императора, победив в дополнительном финальном поединке (кэттэй-сэн) маэгасиру Такаясу, имевшего после 15-го турнирного дня одинаковую статистику с Оносато (12-3). Победа Оносато принесла ему неофициальный статус цунатори — претендента на повышение до ранга ёкодзуны, высшего сумоистского ранга. Для получения ранга Оносато необходимо было выиграть турнир в мае 2025 года, либо показать «сопоставимый с победителем результат».
23 мая 2025 года досрочно, за два дня до конца турнира Нацу басё, гарантировал себе победу и четвёртый в карьере Кубок императора, а вместе с этим и процесс повышения до ранга ёкодзуна. Оносато стал первым борцом за 10 лет (с января 2015 года), который добился победы за два дня до окончания турнира. На турнире Оносато проиграл лишь одну схватку, уступив ёкодзуне Хосёрю и в итоге завершив турнир со статистикой 14-1.

### Ёкодзуна
Выиграв в мае 2025 года второй турнир подряд, Оносато выполнил все условия для повышения до высшего сумоистского ранга. После окончания майского турнира председатель Совета директоров Японской ассоциации сумо Хаккаку Нобуёси подтвердил факт того, что Судейская коллегия ЯАС официально попросила о повышении Оносато. 27 мая 2025 года Ёкосин (Комитет при ЯАС по делам, имеющим отношения к ёкодзунам) единогласно одобрил повышение Оносато. При этом заседание Комитета продолжалось всего 6 минут, председатель Ёкосина Тадамори Осима заявил, что решение по Оносато было «единогласным и без вопросов».
28 мая 2025 года Совет директоров ЯАС присвоил Оносато высший ранг, таким образом он стал 75-м ёкодзуной в истории сумо. Он стал первым японцем, получившим высший ранг, с 2017 года (после Кисэносато) и вторым в XXI веке (также после Кисэносато). Стал первым ёкодзуной с 2012 года, кому ранг был присвоен после двух подряд выигранных турниров (а не после одного победного турнира и одного сопоставимого результата, как в предшествующие годы). Оносато — второй после Вадзимы, ставший ёкодзуной, начав карьеру со статуса макусита-цукэдаси (привилегия для студентов, преуспевших в сумо на университетском поприще). Установил несколько рекордов, главный из которых — рекорд по скорости достижения высшего ранга (за 13 турниров). Также он стал первым в истории ёкодзуной, который до повышения не зафиксировал ни одного макэкоси (счета с преобладанием поражений).
На первом турнире в высшем ранге установил антирекорд (для первого турнира для ёкодзуны) по количеству отданных кимбоси — все 4 проигранных им схватки он уступил борцам ранга маэгасира. При этом, он разделил на июльском турнире 2025 года второе место с несколькими борцами.

## Боевой стиль
Оносато — «толкающий» и «давящий» сумоист, эффективно использующий большой рост и вес. Его приоритетными техниками являются техники ёцу с захватом маваси (пояса противника). Предпочтительным хватом является миги-ёцу — положение, когда осуществляется захват маваси правой рукой из-под разноименной руки противника. Наиболее распространенным кимаритэ Оносато является осидаси (выталкивание за круг упором рук снизу под плечи и головой в грудь), также он часто побеждает с помощью ёрикири (вытеснение за круг при обоюдном захвате).

## Личная жизнь
Оносато — старший в семье, у него есть младшая сестра. Другом Оносато является его товарищ по университету Сирокума. Оносато и Сирокума часто ходят вместе в рестораны во время турниров, Оносато называет Сирокуму «белым медведем».
6 февраля 2024 года Оносато был участником делегации, отправленной от имени сумоистского сообщества в префектуру Исикава, где произошло разрушительное землетрясение. Оносато вручил губернатору префектуры Хироси Хасэ средства, собранные Японской ассоциацией сумо для поддержки пострадавших. Во время визита Оносато также посетил эвакуационный центр, в котором во время землетрясения проживал его дедушка. Кроме того, Оносато получил от жертв трагедии многочисленные поздравления в связи со спортивными достижениями.

## Результаты выступлений
| Год в сумо | Январь Хацу басё, Токио     | Март Хару басё, Осака       | Май Нацу басё, Токио       | Июль Нагоя басё, Нагоя   | Сентябрь Аки басё, Токио   | Ноябрь Кюсю басё, Фукуока |
| --- | --------------------------- | --------------------------- | -------------------------- | ------------------------ | -------------------------- | ------------------------- |
| 2023 | x                           | x                           | Макусита-цукэдаси #10 6–1  | Макусита #3 востока 4–3  | Дзюрё #14 востока 12–3     | Дзюрё #5 востока 12–3–P   |
| 2024 | Маэгасира #15 запада 11–4 Д | Маэгасира #5 запада 11–4 ТД | Комусуби #1 запада 12–3 ВТ | Сэкивакэ #1 запада 9–6 В | Сэкивакэ #1 запада 13–2 ДТ | Одзэки #2 запада 9–6      |
| 2025 | Одзэки запада 10–5          | Одзэки востока 12–3–P       | Одзэки востока 14–1        | Ёкодзуна запада 11–4     | Ещё не состоялся           | Ещё не состоялся          |
| Результат приведен как победил-проиграл-снялся Юсё (победа) Дзюнъюсё (второе место) Интай (отставка) Не выступал в макуути Специальные призы: Д=За боевой дух (Канто-сё); В=За выдающееся выступление (Сюкун-сё); Т=За техническое совершество (Гино-сё) Ещё показаны: ★=Кимбоси; P=Участие в дополнительном финале Лиги: Макуути — Дзюрё — Макусита — Сандаммэ — Дзёнидан — Дзёнокути Ранги макуути: Ёкодзуна — Одзэки — Сэкивакэ — Комусуби — Маэгасира |                             |                             |                            |                          |                            |                           |